# Torre de Belém
La torre de Belém, situada a la ciutat portuguesa de Lisboa, capital de l'estat, és obra de Francisco de Arruda i constitueix un dels exemples més representatius de l'arquitectura manuelina.
El monument destaca pel nacionalisme implícit, ja que està envoltat de decoracions escut de Portugal, incloent-hi inscripcions de les creus de l'orde de Crist en les finestres del bastió, aquestes característiques es refereixen principalment a l'arquitectura típica d'un moment en què el país és en una potència mundial (el de l'inici de l'edat moderna).
Aixecada al barri de Belém al costat del Tejo, prop del monestir dels Jerònims, originàriament va servir com a centre de recaptació d'impostos per als vaixells que volien entrar a la ciutat. Des de 1983 la UNESCO la va declarar Patrimoni de la Humanitat formant part de les visites turístiques a la capital portuguesa.

## Història
Originalment sota l'advocació de Sant Vicent màrtir, sant patró de Lisboa, anomenat el segle xvi pel nom de Baluard de Sant Vicent al costat de Betlem i Baluard Restelo, aquest fort era part del pla de defensa de la rivera del Tajo, projectat en l'època de Joan II de Portugal (1481-95), integrat al marge dret del riu per la Torre de Sant Antoni Cascais i a l'esquerra pel Fort de São Sebastião da Caparica.
El cronista Garcia de Resende va ser l'autor del seu risc inicial, de gravació: 
I així llavors manà fer la torre i el baluard (...) de Caparica, enfront de Betlem, que hi havia molta i molt gran artilleria i que se li va ordenar de fer una forta fortalesa on avui hi ha la bonica Torre de Belém, que el Rei Manuel, que santa glòria tingui, ordenà fer, perquè la fortalesa d'una part i la torre de l'altre, tanquessin l'entrada del riu. Fortalesa la qual jo per ordres seves vaig dibuixar, i amb ell vaig manar a la seva voluntat, i ja havia donat la capitania que a Álvaro da Cunha, el seu cap del cavalleria, i persona de la seva confiança, i perquè el Rei Joan morí, no hi va haver temps per fer-se (Resende, García de. Crònica de Joao II, 1545.), 
L'estructura només es va iniciar el 1514, sota el regnat de Manuel I de Portugal (1495-1521), amb l'arquitecte Francisco de Arruda. Es troba en un aflorament rocós del riu, davant la platja antiga de Betlem, i va ser destinat a substituir el vell vaixell d'artilleria, ancorat en aquest tram, on la flota va partir cap a les Índias. Les seves obres van ser encomanades a Diogo de Boitaca, que, en el seu moment, també va dirigir les obres des del veí primerenc Monestir dels Jerònims.
Completat el 1520, en fou el seu primer Alcalde Gaspar de Paiva, anomenat per aquesta funció l'any següent.
Amb el desenvolupament dels mitjans d'atac i defensa, l'estructura va perdre gradualment la funció defensiva original. Durant segles es va utilitzar per registrar l'estació de senyalització de duanes telègraf i far. El seu arsenal es va utilitzar com a calabós per als presos polítics durant el regnat de Felip II de Castella (1580-1598), i més tard per Joan IV de Portugal (1640-1656). L'arquebisbe de Braga i primat de les Espanyes, Sebastián de Matos de Noronha (1586-1641), per l'aliança d'Espanya i enfrontat a Joan IV de Portugal, va ser detingut i enviat com a presoner a la Torre de Belém.
Ha estat objecte de diverses renovacions al llarg dels segles, sobretot a partir del segle xviii que va afavorir les fortificacions, de les baranes de la fortalesa, la Fornícula de la Mare de Déu, davant del riu, i el claustre.
Classificat com un Monument Nacional pel decret de 10 de gener de 1907, és considerat com Patrimoni de la Humanitat per la UNESCO inscrit el 1983. Aquest mateix any es va unir a la XVII Exposició Europea d'Art de la Ciència i la Cultura.

## Característiques

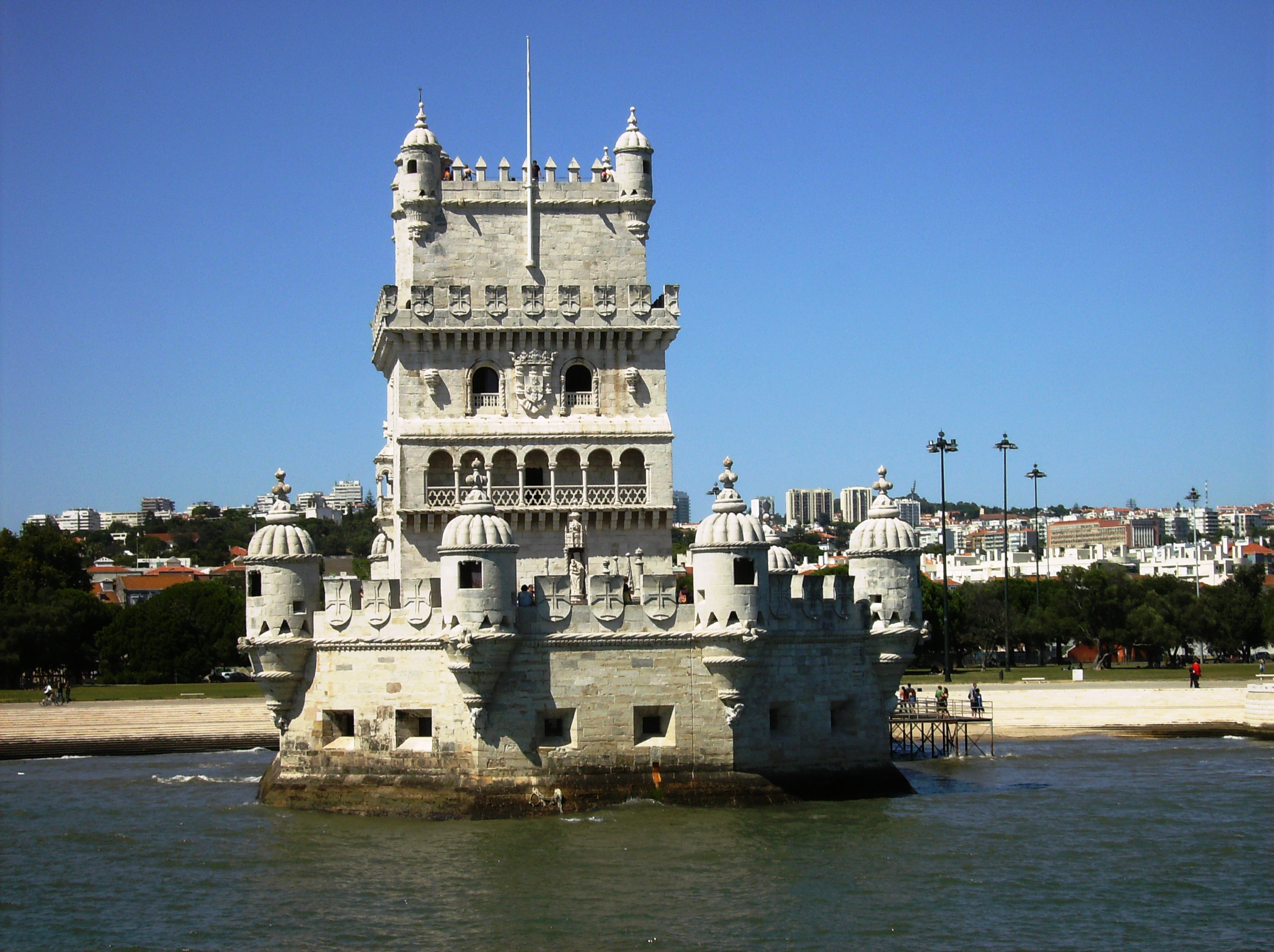
Torre de Belém des del riu Tajo.

El monument reflecteix les influències islàmica i oriental, que caracteritzen l'estil manuelí i marca el final de la tradició de l'edat mitjana de torres de Donjon, assajant un dels primers bastions d'artilleria al país (vegeu fortificació).
Part de la seva bellesa resideix en la decoració exterior, adornada amb cadenes i tallats en pedra galeries obertes, torres de guaita, l'art morisc i fortificacions en forma d'escuts decorats amb esferes armil·lars, la creu de l'Orde de Crist i elements naturalistes, com un rinoceront, que representa els descobriments portuguesos. L'interior gòtic sota la terrassa, que va servir com una armeria i presó, és molt austera.
La seva estructura consta de dos elements principals: la torre i el baluard. Les cantonades del terrat de la torre i el baluard, torre de sentinelles cilíndriques coronades per cúpules, ricament decorades en pedreria.
La torre quadrada de la tradició medieval, s'eleva a cinc plantes per sobre de la barana, a saber: 
- Primer pis - Sala del Governador.
- Segon pis - Sala dels Reis, amb sostre líptic i estufa decorada amb semiesferes.
- Tercer pis - sala d'audiències
- Quart pis - Capella
- Cinquè pis - Terrassa Torre

La nau del baluard poligonal, ventilada per un claustre, obre 16 troneres per als trets rasants d'artilleria. El terraplè, guarnit amb merlets, és una segona línia de foc, on es troba l'ermita de la Mare de Déu del Bon Succés i el Nen, també coneguda com la Mare de Déu de Restelo.

## Galeria

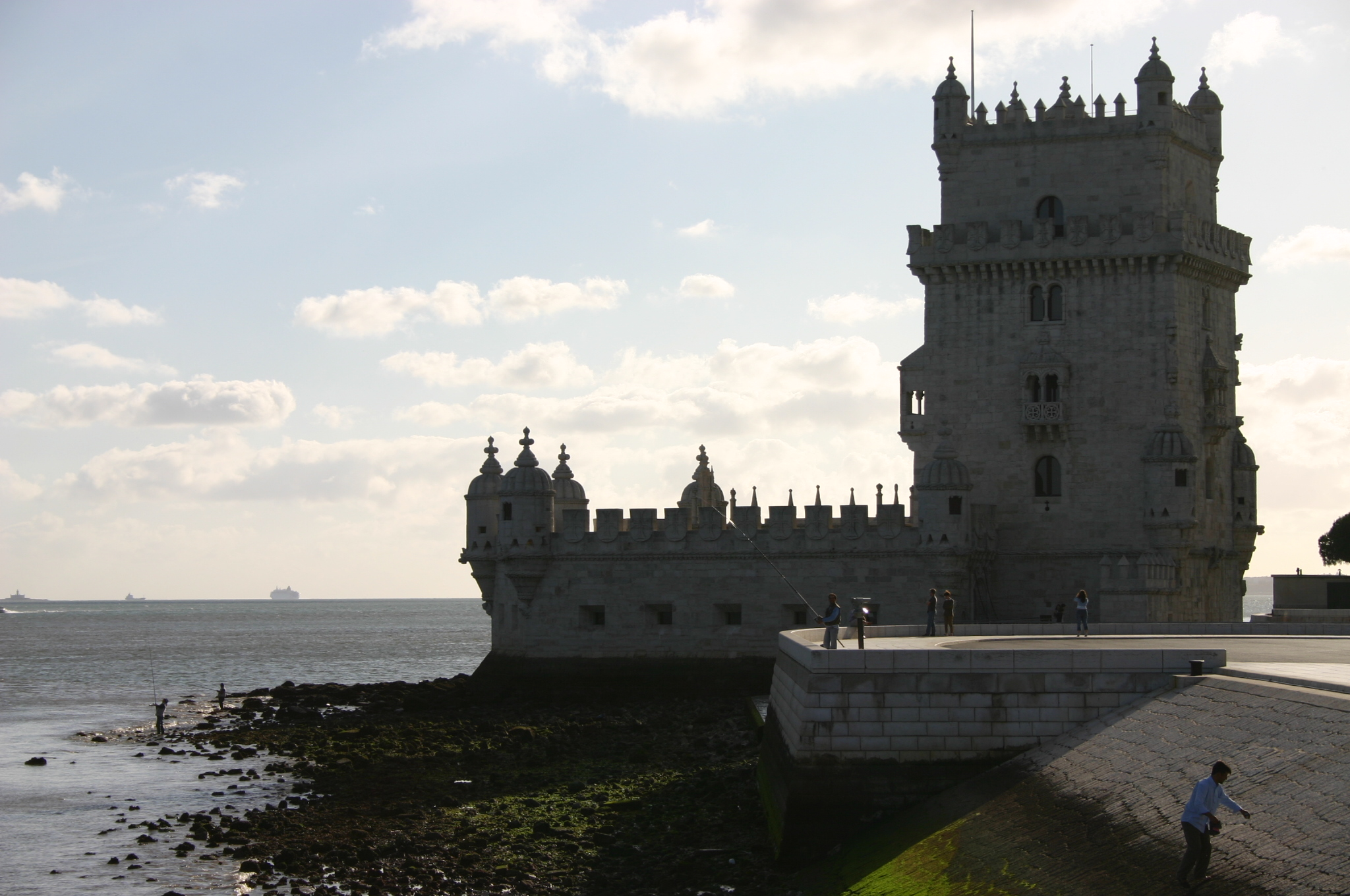
Torre de Belém, ex libris de Lisboa
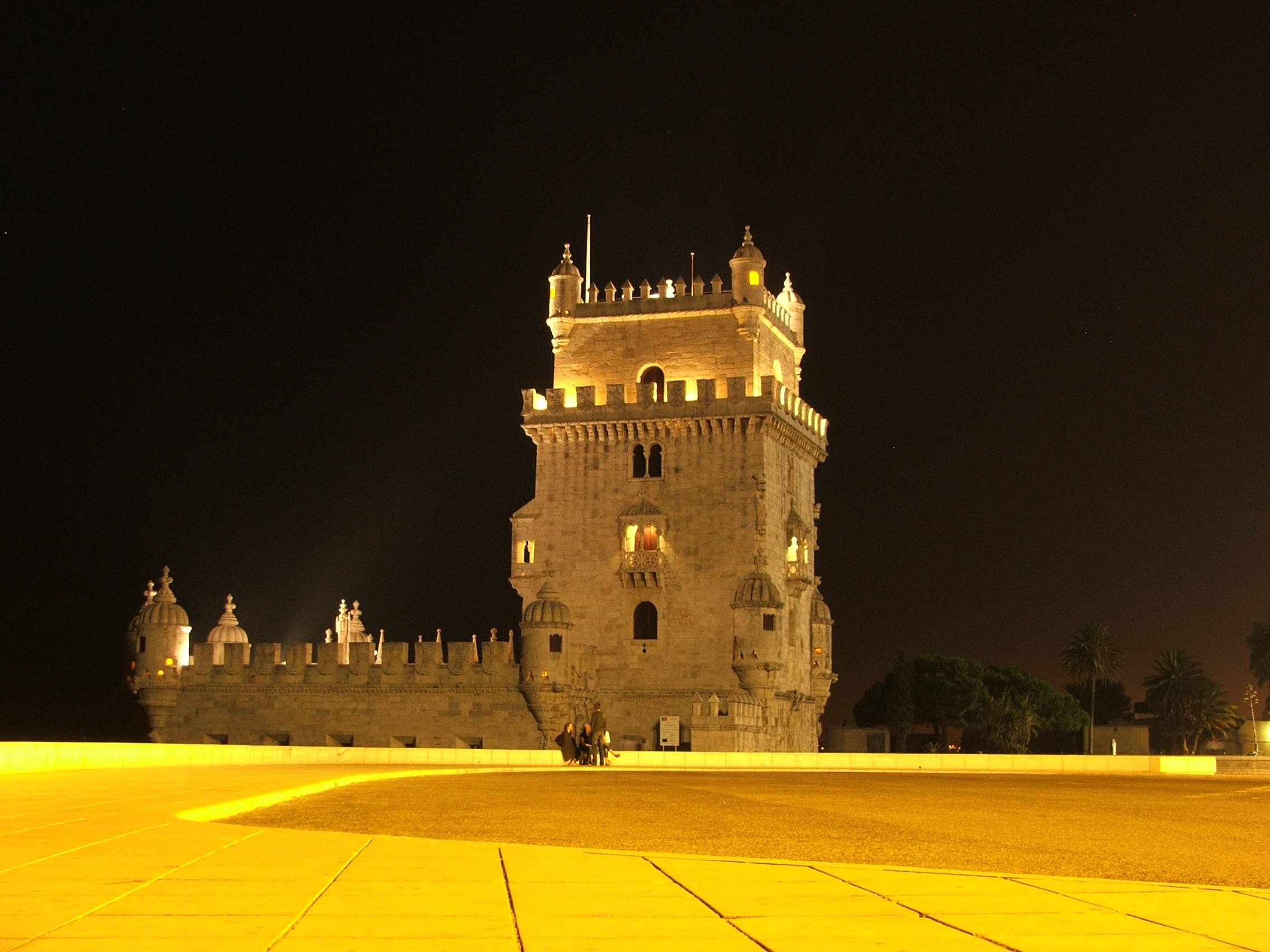
Vista nocturna
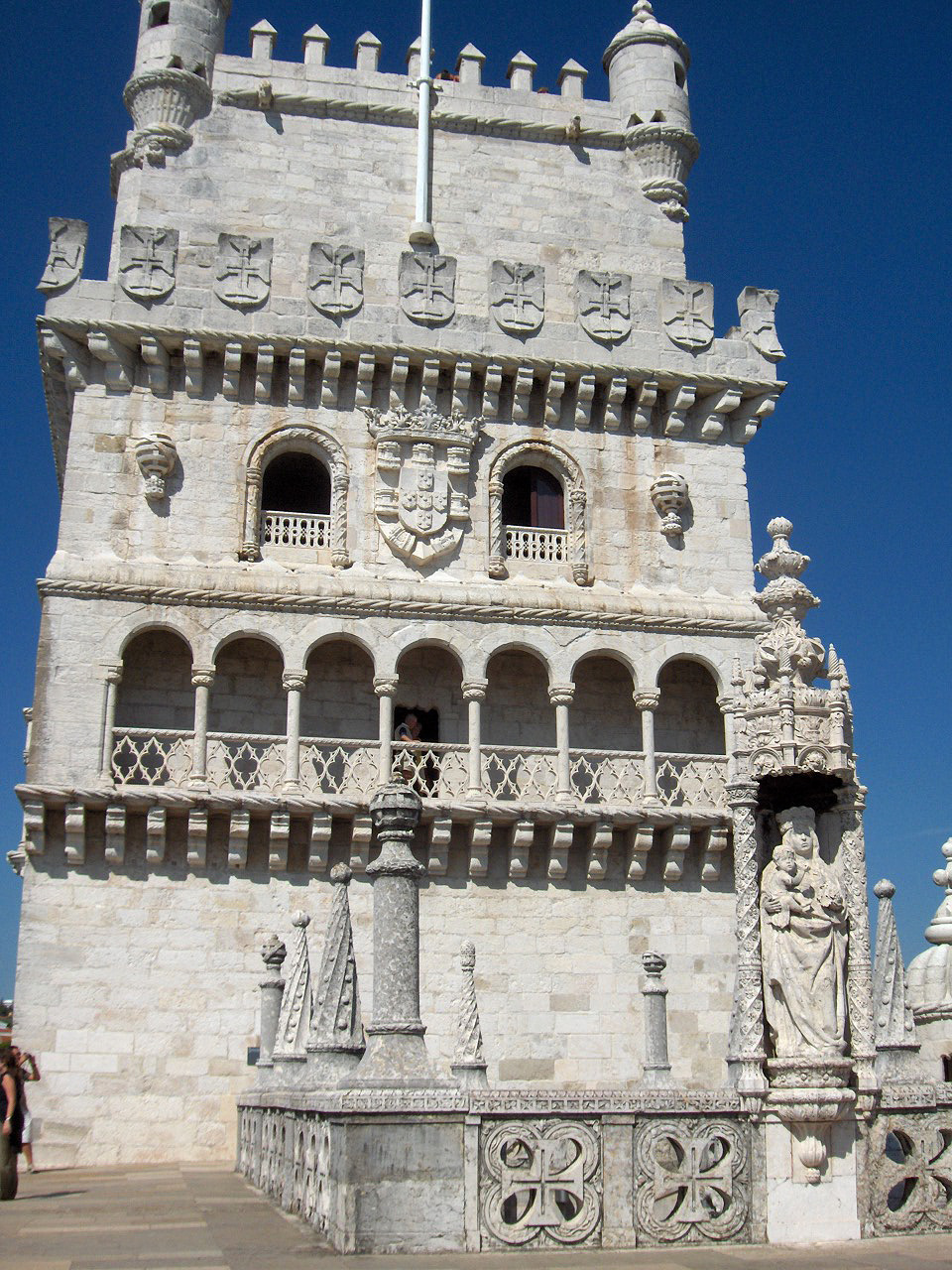
Detall de la façana
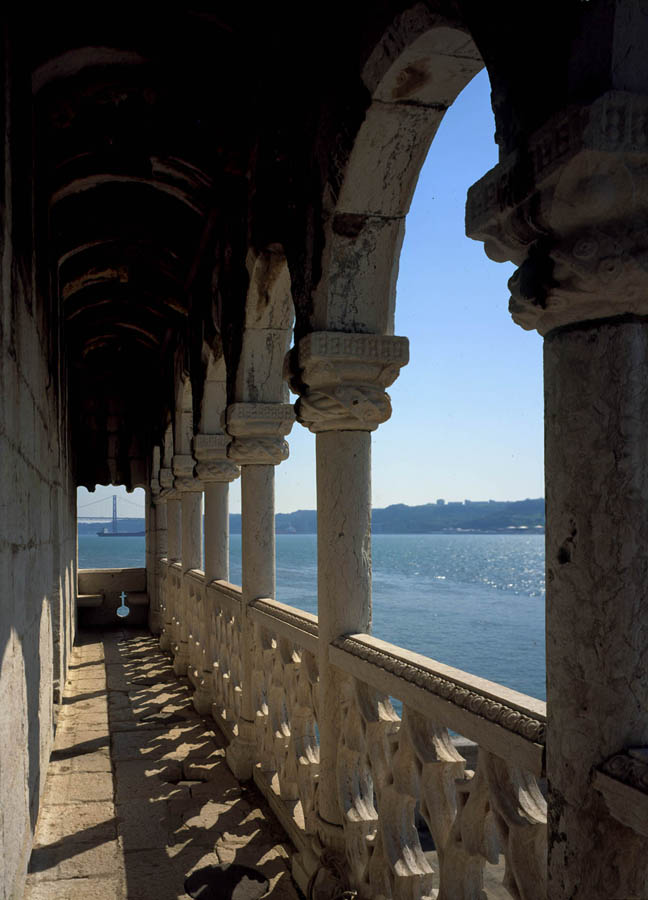
Lògia renaixentista
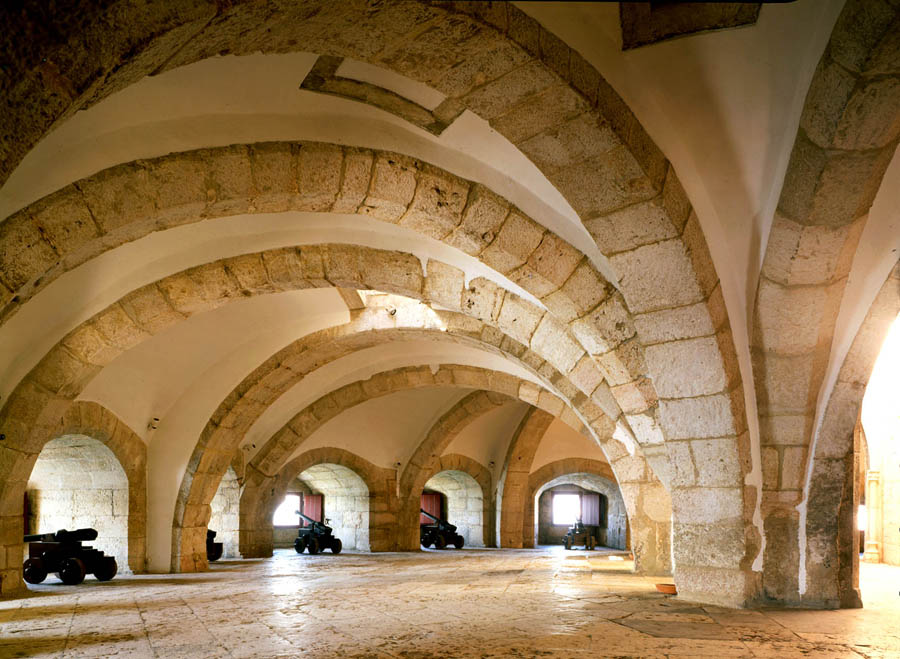
Canons
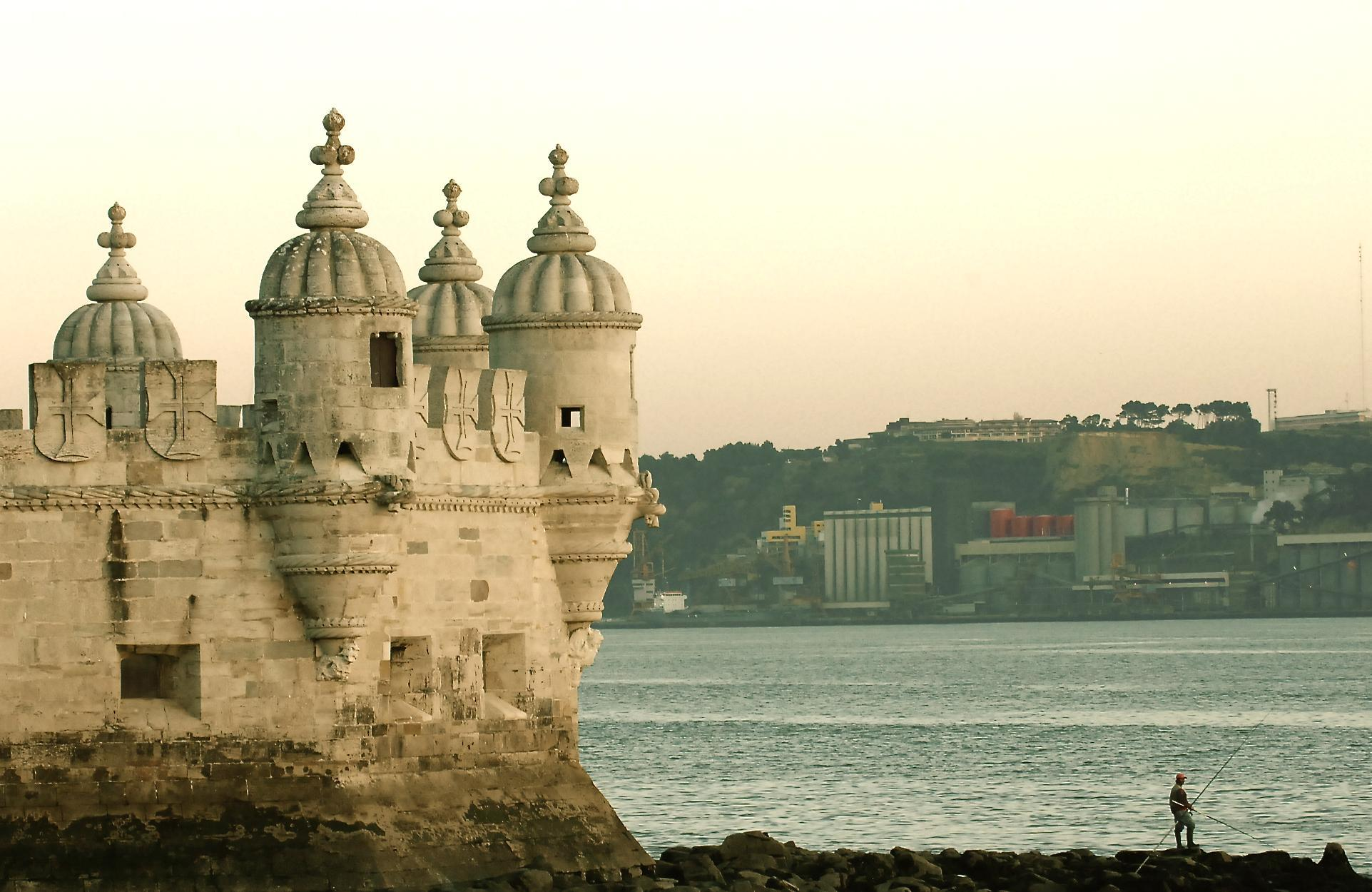
Garites
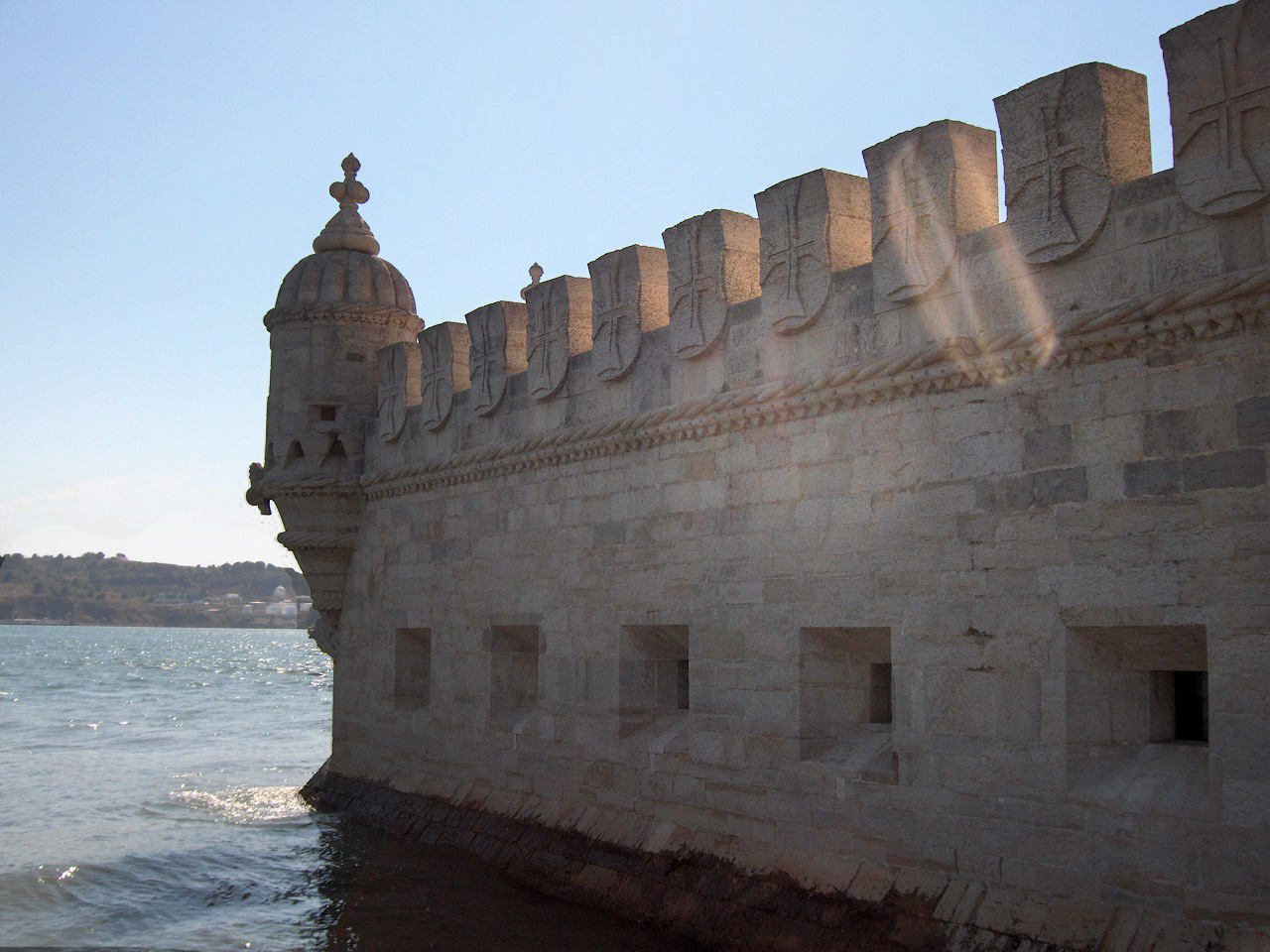
Ganites, canoneres i merlets
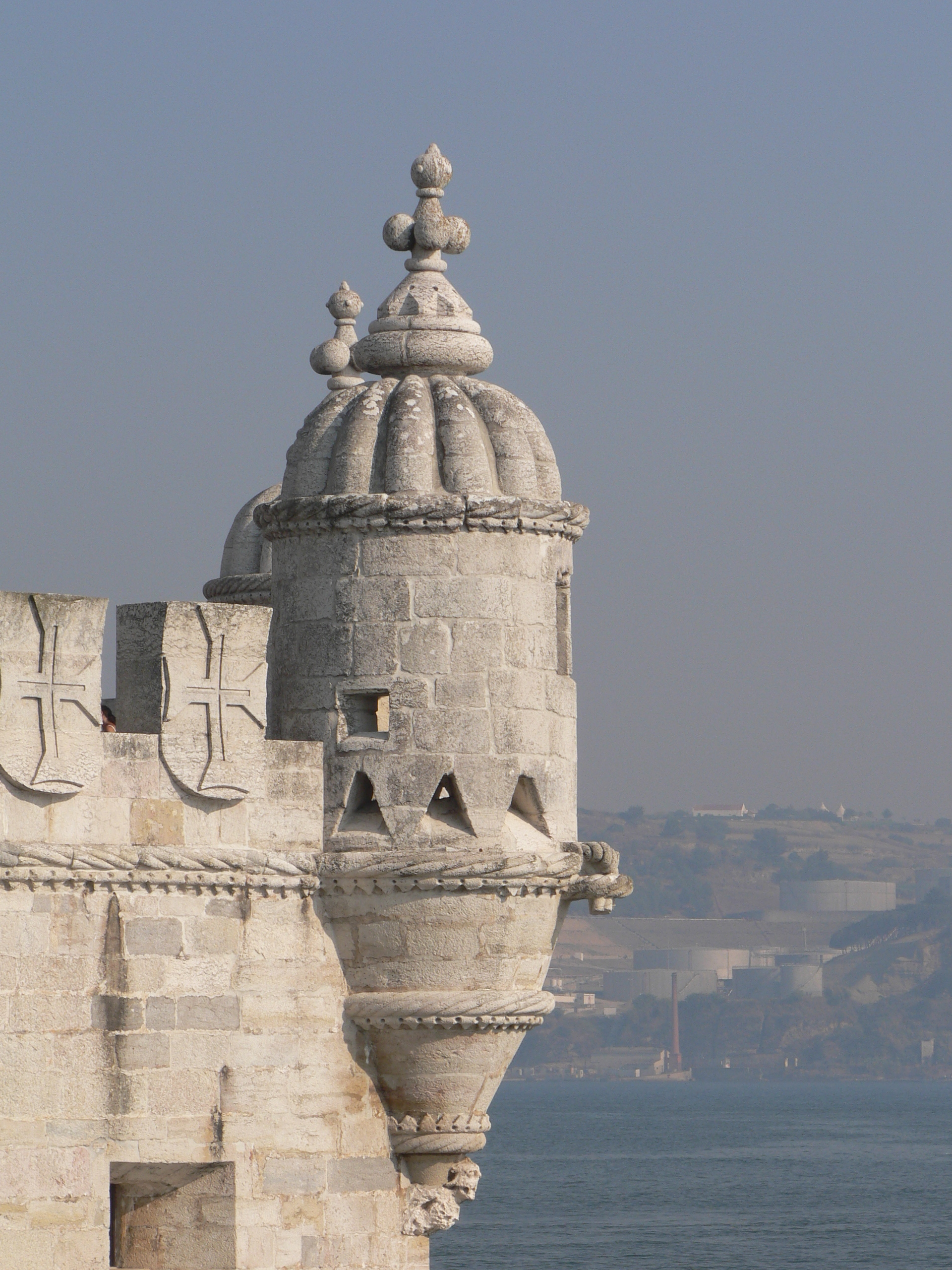
Detall d'una garita